# Stenopogon povolnyi
Stenopogon povolnyi là một loài ruồi trong họ Asilidae. Stenopogon povolnyi được Hradský miêu tả năm 1985. Loài này phân bố ở vùng Cổ Bắc giới và châu Á.